# (5365) Fievez
(5365) Fievez est un astéroïde de la ceinture principale.

## Description
(5365) Fievez est un astéroïde de la ceinture principale. Il fut découvert le 7 mars 1981 à La Silla par Henri Debehogne et Giovanni de Sanctis. Il présente une orbite caractérisée par un demi-grand axe de 2,22 UA, une excentricité de 0,10 et une inclinaison de 1,6° par rapport à l'écliptique.

## Compléments